# Alikhan Boukeïkhanov
Alikhan Nourmoukhamedovitch Boukeïkhanov (en russe : Алихан Нурмухамедович Букейханов ; en kazakh : Әлихан Нұрмұхамедұлы Бөкейхан, Älikhan Nourmoukhamedouly Bökeïkan), né le 5 mars 1866 et mort exécuté le 27 septembre 1937, est un homme d'État, homme politique, journaliste, enseignant, écrivain et scientifique de l'environnement kazakh.  
Figure du nationalisme kazakh, il a dirigé et fondé le mouvement de libération nationale Alash Orda, et a été premier ministre de l'Autonomie d'Alash de 1917 à 1920, combattant les bolcheviks avant de s'allier avec eux durant la guerre civile russe. Écarté du pouvoir après l'instauration du pouvoir soviétique au Kazakhstan, il est arrêté puis exécuté au cours des Grandes Purges. 

## Biographie

### Jeunesse et formation
Le père d'Alikhan Boukeïkhanov, Nourmoukhamed, est un lointain descendant de Gengis Khan. Sa mère, Begim khanum, est issue du clan Tobykty.  Alikhan Boukeïkhanov étudie à Omsk, puis à Saint-Pétersbourg où il est diplômé de la faculté d'économie en 1894. Durant sa jeunesse, il aurait été influencé par les idées socialistes. De 1895 à 1897, il est professeur de mathématiques dans une école à Omsk. Il s'intéresse également a la culture et aux traditions locales. En 1905, il publie une biographie du célèbre poète Abaï Kounanbaïouly .

### Vie politique
En 1905, il rejoint le parti constitutionnel démocratique. Il est brièvement arrêté par les autorités impériales, puis est élu membre de la Douma en 1906, avant d'être à nouveau arrêté et exilé à Samara, où il reste jusqu'à sa libération en 1917, après la révolution de février. Libéré il quitte le parti constitutionnel démocratique, auquel il reproche son opposition à l'autonomie du Kazakhstan, son soutien à la privatisation des terres agricoles (il craint qu'elles ne passent entre les mains de russes, appauvrissant encore les Kazakhs), et son absence de soutien à la séparation de l'église et de l'état. Il est nommé commissaire du gouvernement provisoire dans la région de Tourgai, et entre rapidement en conflit avec les meneurs de la révolte de 1916 (qu'il n'avait pas soutenu depuis son exil), Amankeldi Imanov et Alibi Djangildine (de), qui se rapprochent des Bolchéviks. Il fait brièvement arrêter Djangildine.     

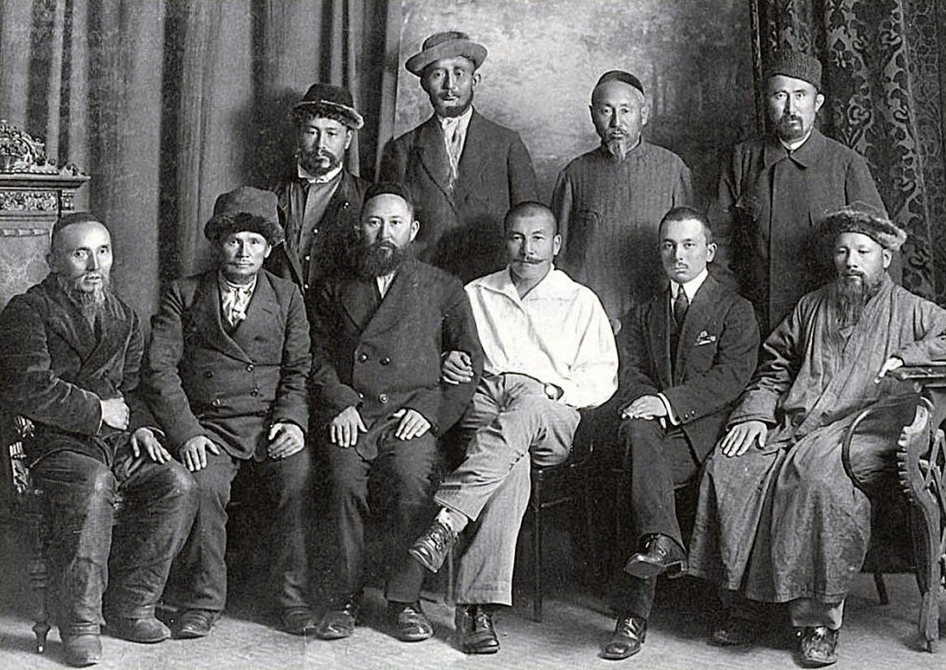
Dirigeants de l'Autonomie d'Alash à Sémipalatinsk en 1918. Alikhan Boukheikhanov est au centre, habillé en blanc.

Avec d'autres figures politiques kazakhes, comme Akhmet Baïtoursinoff, il fonde au cours de l'été puis de l'automne 1917 le parti Alash Orda, qui compte selon bientôt 5000 membres. En Juillet 1917, le premier congrès pan-kazakh se déroule à Orenbourg. Le programme du parti Alash Orda est publié en décembre, et appelle à la formation d'une région autonome Kazakhe au sein d'une Russie démocratique, la restitution aux Kazakhs des terres prises illégalement par les colons russes, la formation de tribunaux et d'unités militaires indigènes autonomes, et l'utilisation du kazakh dans les écoles. 

#### L'Autonomie d'Alash
Après la révolution d'octobre, le parti Alash Orda entre en conflit avec les bolchéviques. En décembre 1917, un second congrès est organisé à Orenbourg, et les délégués finissent par juger le coup d'état bolchévique illégal. L'Autonomie d'Alash est proclamé le 13 décembre, et son gouvernement divise les provinces du Kazakhstan en deux zones, une à l'ouest, et l'autre à l'est  (correspondant environ à la Petite Jüz et à la moyenne jüz) mais éprouve des difficultés à bien administrer ses territoires, car manquant de cadres compétents, et n'ayant pas au départ de véritables forces armées. Boukeïkhanov  écrit : “ Ce n’est pas une tâche facile de former et d’administrer un État. Nous manquons de cadres pour travailler dans les affaires politiques, et nous, les Kazakhs, souffrons de l’ignorance générale des Kazakhs“.
Le gouvernement de l'Autonomie d'Alash se rapproche en 1918 du komoutch, de l'ataman des cosaques d'Orenbourg, Alexandre Doutov, puis du gouvernement de l'amiral Koltchak, qui reconnaît l'autonomie le 10 Juillet 1918 . Les relations entretenues avec le gouvernement de Koltchak se dégradent vite, et Koltchak abolit les structures gouvernementale de l'Autonomie d'Alash le 21 novembre 1918. Les russes blancs s'opposent à l'autonomie, même limitée du Kazakhstan, craignant une perte d'influence dans la région,. Au printemps 1919, l'Autonomie d'Alash ayant formé avec l'aide des russes blancs plusieurs régiments équestres, organise une insurrection anticommuniste dans la région de Tourgaï, contre Amankeldi Imanov combattant dans le camp bolchévique, qui est arrêté puis exécuté.
Se trouvant dans une impasse politique entre l'hostilité de Koltchak et la progression de l'Armée rouge, Boukeïkhanov rejoint le camp bolchévique en échange de l'amnistie des dirigeants de l'Autonomie. Les bolchéviks cherchent alors à se rapprocher des multiples peuples peuples de l'ancien empire pour consolider leur pouvoir. Le 10 Juillet 1919, Lénine signe un décret  organisant un comité révolutionnaire pour le « kraï kirghize » (Kazakhs et Kirghizes étant confondus à l'époque) avec autant de bolchéviks et de membres du parti Alash Orda, et avec Baïtoursinoff comme vice président. Beaucoup de dirigeants nationalistes Kazakhs, s'ils doutent de l'honnêteté des bolchéviks, pensent néanmoins pouvoir moderniser le pays avec eux.
Rapidement écarté du pouvoir et brièvement arrêté, Boukeïkhanov rejoint le Parti communiste en 1920, à la fin de la guerre civile sur le territoire du Kazakhstan. L'Autonomie d'Alash est dissoute en août 1920, et remplacée par la République soviétique socialiste autonome kirghize, qui deviendra la République soviétique socialiste autonome kazakhe en 1925. Il devient membre du Comité du Commissariat du peuple à l’agriculture de la RSSA Kirghize, puis est appelé à Moscou en 1922 pour travailler au Commissariat du peuple aux affaires nationales. En 1926-1927, il devient membre de l'Académie des sciences de Russie, et en 1927, il devient professeur d’agriculture. Surveillé, il quitte Moscou en 1926 sans permission, et est arrêté pendant quelques jours à Aktioubé puis éloigné du Kazakhstan par les autorités soviétiques qui craignent son influence.

#### Dernières années

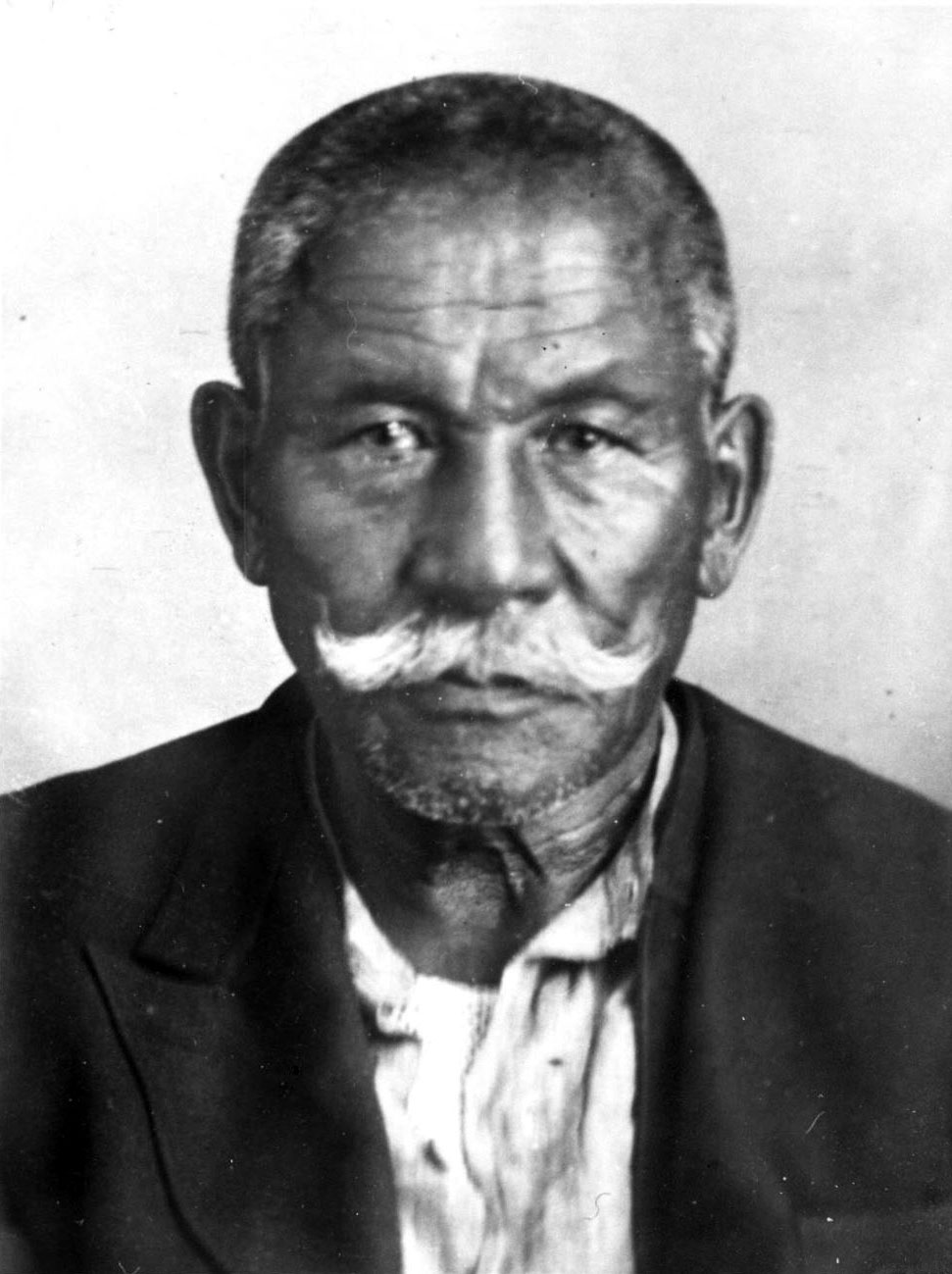
Alikhan Boukeïkhanov en prison en 1937, peu de temps avant sa mort.

Durant la seconde moitié des années 1920, les anciens dirigeants de l'autonomie d'Alash commencent à être victimes de diverses opérations de répression de la part des bolchéviques, désormais solidement établis en Asie centrale, et n'ayant plus besoin du soutien des anciennes élites locales, qu'ils considèrent comme potentiellement dangereuses. Alikhan Boukeïkhanov est à nouveau arrêté en 1928 avec d'autres anciens dirigeants de l'Autonomie d'Alash, et emmené à Moscou, à la prison de la Boutyrka, du fait de son opposition passée au pouvoir soviétique. La Guépéou soupçonnera certains anciens membres du parti Alash Orda d'avoir voulu offrir un refuge à Boukeïkhanov et à d'autres familles kazakhes, dans une ferme à Tcheliabinsk. Contrairement aux autres dirigeants du Parti Alash Orda, il n'est pas jugé et est rapidement libéré. Il reste durant quelques années à Moscou, avant d'en être éloigné en 1930.
En 1937, lors des Grandes Purges, il est à nouveau arrêté, condamné à mort, puis exécuté à la prison de la Boutyrka, le 27 septembre, à 71 ans. Il est réhabilité en 1989. Longtemps occultée durant la période soviétique, l'Autonomie d'Alash tend à être mise davantage en avant depuis l'indépendance du Kazakhstan.